# Hermenegildo de la Asunción
Hermenegildo Iza y Aregita, más conocido como Hermenegildo de la Asunción (Mendata, 13 de abril de 1879 - Alcázar de San Juan, 26 de julio de 1936), fue un religioso y sacerdote español de la Orden de la Santísima Trinidad, fusilado por el bando republicano durante la guerra civil de España. Fue beatificado por el papa Francisco el 13 de octubre de 2013.

## Biografía
Hermenegildo Iza y Aregita nació en la pequeña población vizcaína de Mendata (España) el 13 de abril de 1879, en el seno de una familia campesina. Sus padres fueron Joaquín y María Ignacia quienes inculcaron en sus hijos las enseñanzas de la religión cristiana.
Hermenegildo ingresó a la Orden de la Santísima Trinidad en Algorta, donde tomó el hábito religioso el 31 de octubre de 1894 e hizo la profesión de sus primeros votos el 1 de noviembre de 1895. En dicha ceremonia tomó el nombre de Hermenegildo de la Asunción. Cuatro años más tarde profesó sus votos solemenes, el 6 de enero de 1899, en el Santuario de la Virgen de la Fuensanta de Villanueva del Arzobispo (Jaén).
El 22 de septiembre de 1902 fue ordenado sacerdote de manos del también venerado como beato por la Iglesia católica Marcelo Spínola, arzobispo de Sevilla. Su provincia le encargó el trabajo de maestro de novicios, cargo que ocupó entre 1903 y 1907. En adelante se le asignaron cargos de gobierno como Ministro conventual de diversas casas de la provincia a la que pertenecía: de la casa de la Trinidad de Alcázar de San Juan (1907-1910), de la casa de Antequera (1910-1916), del Santuario de la Virgen Bien Aparecida en Marrón (Cantabria) (1919-1922), de San Carlo alle Quattro Fontane en Roma (1922-1925), nuevamente del Santuario de la Aparecida (1926-1929), luego de Laredo (Santander) (1929-1933), de Belmonte (1933-1936) y finalmente de Alcázar de San Juan (1936).
Se caracterizó en su trabajo pastoral por ser un hombre dedicado y en el campo de la formación permanente no dejó de considerarse un estudiante. Muchos lo recuerdan por estar sentado horas en el confesionario y su dedicación a la dirección espiritual. Entre sus dirigidos se encontraba la monja trinitaria María del Niño Jesús (Marichú), muerta con fama de santa y a quien asistió en los últimos minutos de su vida.

## Martirio
El 21 de julio un grupo de hombres y mujeres armados, milicianos del bando republicano, rodearon la casa de los trinitarios hasta que entraron en ella, sacaron a los frailes y les hicieron prisioneros. La comunidad estaba compuesta por seis frailes, Hermenegildo de la Asunción, Buenaventura de Santa Catalina, Francisco de San Lorenzo, Antonio de Jesús y María, Plácido de Jesús y Esteban de San José. Hermenegildo era el superior. Fueron llevados al ayuntamiento para reunirlos con siete frailes franciscanos y un novicio dominico. Desde afuera se oían gritos que pedían la muerte de los frailes.
El mismo día los catorce religiosos fueron trasladados a una casa llamada «El Refugio» donde permanecieron por varios días, hasta que en la noche del 26 de julio fueron sacados del recinto y fusilados y tirados en una fosa del cementerio.
Cuando terminó la guerra un religioso trinitario, Gabriel de la Dolorosa, junto con unos vecinos de Alcázar recogieron los cadáveres y les dieron sepultura en la cripta de los trinitarios del cementerio municipal. Era imposible reconocer quién era quién, por tanto en las mismas urnas se encuentran los restos de los beatos franciscanos, trinitarios y el novicio dominico. En 1962 los restos fueron divididos entre los franciscanos, dominicos y trinitarios. La parte de los trinitarios fue trasladada a la iglesia de la Santísima Trinidad, donde aún reposan.

## Culto
En 1993 se introdujo la causa de beatificación de los mártires Hermenegildo de la Asunción y sus compañeros. El decreto final fue firmado por el papa Benedicto XVI el 28 de julio de 2012.
Hermenegildo de la Asunción fue beatificado durante el pontificado de Francisco el 13 de octubre de 2013, junto a los otro cinco religiosos trinitarios. La ceremonia de beatificación fue presidida por el cardenal Angelo Amato, prefecto de la Congregación para las Causas de los Santos, en la ciudad de Tarragona en la que se elevó a los altares a 522 mártires de España del siglo XX. Su fiesta se celebra el 6 de noviembre y sus reliquias se veneran en la iglesia de la Santísima Trinidad, en una capilla dedicada a los mártires trinitarios de Alcázar de San Juan.